# Wjatscheslaw Jurjewitsch Jakowlew
Wjatscheslaw Jurjewitsch Jakowlew (russisch Вячеслав Юрьевич Яковлев; * 24. Juni 1960 in Leningrad) ist ein ehemaliger sowjetischer Boxer. Er gewann bei Welt- und Europameisterschaften im Superschwergewicht insgesamt drei Medaillen.

## Werdegang
Wjatscheslaw Jakowlew begann als Jugendlicher mit dem Boxen und startete für Burewestnik Leningrad, gehörte während seiner Karriere aber auch zeitweise einem Armeesportklub an. Sein Trainer war Alexander Simin. Er kämpfte als Erwachsener bei einer Größe von 1,96 Metern ab 1981 immer im Superschwergewicht. Er wog dabei meist um 100 kg. Insgesamt bestritt er in seiner Amateurkarriere fast 250 Kämpfe. Nach seiner Karriere als Amateurboxer absolvierte er im Jahre 1990 in Japan noch vier Profikämpfe, von denen er drei gewann und einen verlor.
1980 startete er als Zwanzigjähriger erstmals bei der sowjetischen Meisterschaft der Senioren, unterlag dabei aber im Achtelfinale gegen den erfahreneren Pjotr Sajew nach Punkten. Bei der damals noch stattfindenden Ermittlung des "absoluten Meisters", bei der die besten sowjetischen Boxer der drei schwersten Gewichtsklassen startberechtigt waren, war er im gleichen Jahr wesentlich erfolgreicher und kämpfte sich mit Siegen über Sergei Solkin, Nikolai Timkin und Jonas Siliavicius bis in das Finale, in dem er allerdings gegen Alexander Jagubkin nach Punkten verlor. 1980 holte er sich auch schon seine ersten internationalen Meriten, denn er gewann beim Boxturnier in London, das zur Feier des 100-jährigen Bestehens des englischen Boxverbandes veranstaltet wurde, die Konkurrenz im Superschwergewicht und besiegte dabei Werner Kohnert aus der DDR und Gyula Alvics aus Ungarn jeweils nach Punkten.
1981 gewann Wjatscheslaw Jakowlew den Titel im Superschwergewicht bei den sowjetischen Meisterschaften. Im Finale kam er dabei zu einem Punktsieg über Alexander Krasko. Im gleichen Jahr siegte er dann auch bei der Ermittlung des "absoluten Meisters", wozu er vier Siege benötigte und im Endkampf Wiktor Morschnew schlug. Nachdem er auch beim Europameisterschafts-Ausscheidungsturnier in Riga gewonnen hatte, wurde er bei der Europameisterschaft in Tampere eingesetzt. Er gewann dort über Teodor Pirjol, Rumänien und Azis Salihu aus Jugoslawien nach Punkten, unterlag aber im Finale dem damals zusammen mit Teófilo Stevenson aus Kuba das internationale Boxgeschehen im Superschwergewicht beherrschenden Italiener Francesco Damiano nach Punkten (0:5 Richterstimmen) und wurde damit Vize-Europameister.
1982 war er bei der sowjetischen Meisterschaft verletzungsbedingt nicht am Start. Er gewann aber in Tallinn das Ausscheidungsturnier für die Weltmeisterschaft, an seiner Stelle wurde aber bei dieser Waleri Abadschjan eingesetzt. Bei der Ende 1982 stattfindenden Ermittlung des "absoluten Meisters" verlor er im Finale gegen Waleri Abadschjan nach Punkten. 1983 besiegte Wjatscheslaw Jakowlew bei der sowjetischen Meisterschaft so starke Boxer wie Alexander Miroschnitschenko und Alexander Lukstin. Im Finale verlor er aber wieder gegen Waleri Abadschjan nach Punkten und auch bei der Ende 1982 stattfindenden Ermittlung des "absoluten Meisters" verlor er im Endkampf gegen Waleri Abadschjan nach Punkten.
Auch in den folgenden Jahren gelang es Wjatscheslaw Jakowlew nie mehr sowjetischer Meister zu werden. Er verlor dabei folgende Kämpfe: 1984 im Finale gegen Waleri Abadschjan, 1985 im Viertelfinale gegen Waleri Absdschjan, 1986 im Halbfinale gegen Alexander Miroschnitschenko, 1987 im Halbfinale gegen Alexander Jagubkin, 1988 im Finale gegen Alexander Miroschnitschenko und 1989 im Halbfinale wiederum gegen Alexander Miroschnitschenko.
Im Jahre 1985 war er bei der Europameisterschaft in Budapest am Start und besiegte dort Dorin Racaru aus Rumänien nach Punkten und kam zu einem kampflosen Sieg über Janusz Zarenkiewics aus Polen. Im Endkampf unterlag er dem über sich hinauswachsenden Ungarn Ferenc Somodi nach Punkten (1:4) und musste sich deshalb wieder mit dem Vize-Europameister-Titel begnügen. Im Oktober 1985 gelang ihm dann bei der Meisterschaft der Armeen der Warschauer-Pakt-Staaten (SKDA-Meisterschaft) in Bydgoszcz ein großer Erfolg. Er gewann dort im Halbfinale über Teófilo Stevenson nach Punkten (5:0) und besiegte im Endkampf seinen Landsmann Andrei Aulow. Schließlich siegte er im November auch beim Welt-Cup in Seoul im Superschwergewicht. Dabei schlug er Hyun Man-baik aus Südkorea durch Abbruch in der 2. Runde und Isaac Barrientos aus Puerto Rico und Lennox Lewis, Kanada, den späteren Profi-Box-Weltmeister jeweils klar nach Punkten (5:0-Richterstimmen).
1986 war er im Mai bei der Weltmeisterschaft in Reno am Start. Er kam dort zu einem Sieg über Janusz Zarenkiewics, unterlag aber dieses Mal gegen Teofilo Stevenson im Halbfinale knapp nach Punkten (1:4 Richterstimmen). Er gewann damit eine WM-Bronzemedaille. Einen weiteren bemerkenswerten Turniersieg erzielte er im Juli 1986, als er bei den sog. „Goodwill-Games“ in Moskau im Superschwergewicht gewann. Er besiegte dabei Waleri Abadschjan, George Kilbert Pierce aus den Vereinigten Staaten und Alexander Miroschnitschenko nach Punkten.
1987 war Wjatscheslaw Jakowlew auch beim "Intercup" in Hemsbach am Start, unterlag dort allerdings im Viertelfinale gegen Janusz Zarenkiewics nach Punkten. Bei Welt-Cup 1987 in Belgrad siegte er über Chris Ondera aus Kenia nach Punkten und unterlag im Endkampf gegen Ulli Kaden aus der DDR nach Punkten.

## Internationale Erfolge
| Jahr | Platz | Wettbewerb                                                               | Gewichtsklasse | Ergebnis |
| 1979 | 1.    | Popentschenko-Memorial in Leningrad                                      | Schwer         | |
| 1980 | 1.    | Intern. Turnier in Kiew                                                  | Schwer         | |
| 1980 | 1.    | "Waclaw-Prochazka"-Memorial in Ostrava                                   | Schwer         | nach Abbruch-Sieg in der 2. Runde im Finale über Risto Grönroos, Finnland |
| 1980 | 1.    | Intern. Turnier in London zur 100-Jahr-Feier des englischen Boxverbandes | Schwer         | nach Punktsiegen über Werner Kohnert, DDR und Gyula Alvics, Ungarn |
| 1981 | 2.    | EM in Tampere                                                            | Superschwer    | nach Punktsiegen über Teodor Pirjol, Rumänien und Azis Salihu, Jugoslawien und einer Punktniederlage gegen Francesco Damiano, Italien (0:5)                                  |
| 1982 | 1.    | TSC-Turnier in Berlin                                                    | Superschwer    | nach einem Punktsieg im Finale über Werner Kohnert (4:1) |
| 1984 | 3.    | "Giraldo-Cordova-Cardin"-Tournament in Sancti Spíritus/Kuba              | Superschwer    | hinter Felix Lemus und Jorge Luis Gonzalez, beide Kuba |
| 1984 | 3.    | Tammer-Turnier in Tampere                                                | Superschwer    | nach einer Punktniederlage im Halbfinale gegen Hakan Brock, Schweden |
| 1985 | 2.    | EM in Budapest                                                           | Superschwer    | nach einem Punktsieg über Dorin Racaru, Rumänien (5:0) und einem kampflosen Sieg über Janusz Zarenkiewics, Polen und einer Punktniederlage gegen Ferenc Somodi, Ungarn (1:4) |
| 1985 | 1.    | 20. SKDA-Meisterschaften in Bydgoszcz                                    | Superschwer    | nach einem Punktsieg im Halbfinale über Teófilo Stevenson, Kuba und einem kampflosen Sieg im Finale über Andrei Aulow, UdSSR                                                 |
| 1985 | 1.    | Welt-Cup in Seoul                                                        | Superschwer    | nach einem Abbruch-Sieg in der 2. Runde über Hyun Man-baik, Südkorea und Punktsiegen über Isaac Barrientos, Puerto Rico (5:0) und Lennox Lewis, Kanada (5:0)                 |
| 1986 | 3.    | WM in Reno                                                               | Superschwer    | nach einem Punktsieg über Janusz Zarenkiewics und einer Punktniederlage gegen Teofilo Stevenson                                                                              |
| 1986 | 1.    | "Goodwill-Games" in Moskau                                               | Superschwer    | nach Punktsiegen über Waleri Abadschjan, UdSSR (3:2), George Kilbert Pierce, USA (5:0) und Alexander Miroschnitschenko, UdSSR (4:1)                                          |
| 1987 | 5.    | Intercup in Hemsbach                                                     | Superschwer    | nach einer Punktniederlage (2:3) im Viertelfinale gegen Janusz Zarenkiewics                                                                                                  |
| 1987 | 2.    | Welt-Cup in Belgrad                                                      | Superschwer    | nach einem Punktsieg über Chris Ondera, Kenia (5:0) und einer Punktniederlage gegen Ulli Kaden, DDR )1:4)                                                                    |
| 1987 | 1.    | Europa-Cup in Leningrad                                                  | Superschwer    | nach einem Punktsieg im Finale über Alexei Pranichnikow, UdSSR |
| 1988 | 2.    | Intern. Turnier in Leningrad                                             | Superschwer    | nach einer Punktniederlage im Finale gegen Alexei Pranichnikow |

## Länderkämpfe
| Jahr | Ort         | Begegnung       | Ergebnis    |                                       |
| 1981 | Las Vegas   | USA gegen UdSSR | Superschwer | Punktsieg über Johnny Keys            |
| 1981 | Sherif Port | USA gegen UdSSR | Superschwer | Punktsieg über Lourie                 |
| 1982 | Leningrad   | UdSSR gegen USA | Superschwer | Punktniederlage gegen Warren Thompson |
| 1986 | Moskau      | UdSSR gegen USA | Superschwer | Punktsieg über Kimmuel Odom           |
| 1987 | Orlando     | USA gegen UdSSR | Superschwer | Punktsieg über Kevin Ford             |

## Sowjetische Meisterschaften
| Jahr | Platz | Gewichtsklasse | Ergebnis |
| 1980 | 9.    | Schwer         | nach einer Punktniederlage im Achtelfinale gegen Pjotr Sajew |
| 1980 | 2.    | Schwer         | Ermittlung des "absoluten Meisters": nach Punktsiegen über Sergei Solkin, Nikolai Timkin und Jonas Siliavicius und einer Punktniederlage gegen Alexander Jagubkin |
| 1981 | 1.    | Superschwer    | nach Punktsiegen über Waleri Abadschjan, S. Alborow, Alexander Lukstin und Alexander Krasko                                                                       |
| 1981 | 1.    | Superschwer    | Ermittlung des "absoluten Meisters": nach Punktsiegen über Wladimir Burzew, Wassili Skub, Alexander Lukstin und Wiktor Morschnew                                  |
| 1982 | 2.    | Superschwer    | Ermittlung des "absoluten Meisters": nach einer Punktniederlage im Finale gegen Waleri Abadschjan                                                                 |
| 1983 | 2.    | Superschwer    | nach Punktsiegen über Alexander Miroschnitschenko, Alexander Lukstin u. Alexei Jukow und einer Niederlage gegen Waleri Abadschjan                                 |
| 1984 | 2.    | Superschwer    | nach einer Punktniederlage im Finale gegen Waleri Abadschjan |
| 1985 | 5.    | Superschwer    | nach einer Punktniederlage im Viertelfinale gegen Waleri Abadschjan                                                                                               |
| 1986 | 3.    | Superschwer    | nach einer Punktniederlage im Halbfinale gegen Alexander Miroschnitschenko                                                                                        |
| 1987 | 3.    | Superschwer    | nach einer Punktniederlage im Halbfinale gegen Alexander Jagubkin                                                                                                 |
| 1988 | 2.    | Superschwer    | nach einer Punktniederlage im Finale gegen Alexander Miroschnitschenko                                                                                            |
| 1989 | 3.    | Superschwer    | nach einer Punktniederlage im Halbfinale gegen Alexander Miroschnitschenko                                                                                        |

## Erläuterungen
- WM = Weltmeisterschaft, EM = Europameisterschaft
- Schwergewicht, bis 1980 über 81 kg, Superschwergewicht, seit 1981 über 91 kg Körpergewicht